# Småskjeret
Småskjeret est une île norvégienne du comté de Hordaland appartenant administrativement à Austevoll.

## Description
Il s'agit de quatre rochers désertiques à fleur d'eau qui s'étendent sur environ 128 m de longueur pour une largeur approximative de 34 m.